# Dompierre-sur-Helpe
 Dompierre-sur-Helpe  es una población y comuna francesa, en la región de Norte-Paso de Calais, departamento de Norte, en el distrito de Avesnes-sur-Helpe y cantón de Avesnes-sur-Helpe-Nord.

## Demografía
| 916 | 958 | 1152 | 1177 | 1157 | 1036 |
| Para los censos de 1962 a 1999 la población legal corresponde a la población sin duplicidades (Fuente: INSEE [Consultar]) |     |      |      |      |      |